# Роберт I (князь Капуи)
Роберт I (умер в 1120) — восьмой граф Аверсы и четвёртый князь Капуи из дома Дренго в 1105/1106 — 1120 годах.
Роберт I — второй сын Жордана I Капуанского и Гаительгримы Салернской. В 1105/1106 году наследовал своему бездетному брату Ричарду II. В отличие от своего предшественника, Роберт I не признавал сюзеренитета герцога Апулии над своим княжеством.
Подобно отцу и деду играл важную роль в политической борьбе вокруг папского трона. В 1111 году послал вооружённый отряд из 300 рыцарей на помощь папе Пасхалию II, арестованному императором Генрихом V. В 1117 году в Капуе нашёл прибежище изгнанный Пасхалий II, здесь же до 1118 года находился преемник Пасхалия Геласий II. В 1118 году капуанская армия водворила Геласия II в Риме.
Роберт I умер в 1120 году, оставив малолетнего сына Ричарда III, умершего в том же году. Наследником стал младший брат Роберта I Жордан II.